# خوسيه ماريا كاسترو مادريز
خوسيه ماريا كاسترو مادريز (بالإسبانية: José María Castro Madriz)‏ (و. 1818 – 1892 م) هو سياسي، ومحام من كوستاريكا ولد في سان خوسيه، كوستاريكا.